# Девід Політцер
Х'ю Девід Політцер (англ. Hugh David Politzer; нар. 31 серпня 1949, Нью-Йорк, США) — американський фізик-теоретик, лауреат Нобелівської премії з фізикив 2004 р. (Спільно з Девідом Гроссом і Френком Вільчеком) «за відкриття асимптотичної свободи в теорії сильних взаємодій».
Політцер закінчив у 1966 р. середню наукову школу в Бронксу. Ступінь бакалавра він отримав в 1969 р. в університеті Мічигану. Ступінь докторав 1974 р. в Гарвардському університеті, де його науковим керівником був Сідні Коулман. У першій своїй опублікованій статті, що вийшла в 1973 р. ,

Політцер описав явище асимптотичної свободи — при зближенні кварків один з одним сильна взаємодія послаблюється. Коли кварки знаходяться дуже близько один до одного, сили взаємодії між ними стають настільки малі, що вони ведуть себе як вільні частки. Це явище, незалежно відкрите також Гроссом і Вільчеком в Принстонському університеті, зіграло ключову роль у розвитку квантової хромодинаміки — теорії сильної взаємодії.
Девід Політцер і Томас Аппельквіст (нім.) Зіграли головну роль в прогнозі існування кварконію — елементарної частинки, що складається з зачарованого кварка і його античастинки. Експериментатори назвали цю частку — часткою J/Ψ.
З 1974 по 1977 рр.. Політцер був лауреатом стипендії Гарвардського товариства. Після цього він перейшов у Калтех, де досі є професором теоретичної фізики. У 1989 р. він зіграв роль фізика Роберта Сербера (учасника мангеттенського проєкту) у фільмі « Товстун і Малюк». У тому ж фільмі Пол Ньюман зіграв генерала Леслі Гровса.